# Petras Griškevičius
Petras Griškevičius (ur. 19 lipca 1924 w Krewnie, zm. 14 listopada 1987 w Wilnie) – litewski działacz komunistyczny, w latach 1974–1987 I sekretarz Komunistycznej Partii Litwy i faktyczny przywódca Litewskiej SRR.

## Życiorys
W trakcie II wojny światowej walczył w szeregach Armii Czerwonej, w latach 1942–1943 był żołnierzem 16 Litewskiej Dywizji Strzeleckiej, a od 1943 komunistycznego oddziału partyzanckiego w rejonie rakiszeckim.
Po wojnie zaangażował się w działalność KPL. W 1948 ukończył Republikańską Szkołę Partyjną, a w 1958 zaoczne studia w Wyższej Szkole Partyjnej przy KC KPZR. W latach 1948–1950 pracował w aparacie KC KPL. Od 1950 był redaktorem odpowiedzialnym w gazecie „Valstiečių laikraštis”, a w latach 1952–1953 redaktorem oddziału wileńskiego czasopisma „Raudonoji žvaigždė” („Czerwona gwiazda”). Od 1953 pełnił funkcję zastępcy redaktora naczelnego gazety „Tiesa” (litewskie wydanie Prawdy).
Od 1955 był sekretarzem, a następnie II sekretarzem Komitetu Wileńskiego KPL. Od 1958 był członkiem KC KPL. W latach 1964–1971 kierował Wydziałem Pracy Organizacyjno-Partyjnej KC KPL. W 1971 objął stanowisko I sekretarza Komitetu Wileńskiego, a 18 lutego 1974 zastąpił zmarłego Antanasa Sniečkusa na stanowisku I sekretarza KC KPL. Od 1971 zasiadał w Biurze Politycznym KC KPL, a od 1976 był członkiem KC KPZR.
W 1965 wszedł w skład Rady Najwyższej LSRR, a dziesięć lat później w skład jej Prezydium. Od 1974 był deputowanym, a od 1979 wiceprzewodniczącym Rady Związku Rady Najwyższej ZSRR.